# Rui Teles Palhinha

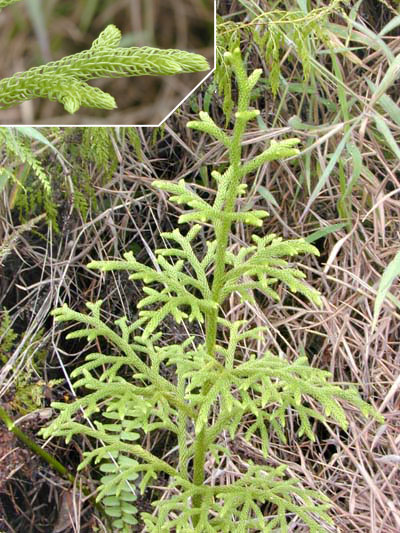
Palhinhaea cernua, assim designada em homenagem a Rui Teles Palhinha.

Rui Teles Palhinha (Angra do Heroísmo, 4 de janeiro de 1871 — Lisboa, 13 de novembro de 1957), com o nome ao tempo grafado Ruy Telles Palhinha, foi um botânico e docente a quem se devem grandes avanços na exploração sistemática da flora açoriana.  Formado em Ciências pela Faculdade de Filosofia Natural da Universidade de Coimbra (1893), foi professor liceal, professor universitário e diretor do Jardim Botânico de Lisboa. Exerceu as funções de presidente da Câmara Municipal de Santarém, de vereador da Câmara Municipal de Lisboa e de reitor do Liceu de Camões de Lisboa. Foi sócio efetivo da Academia das Ciências de Lisboa.

## Biografia
O Professor Doutor Ruy Telles Palhinha nasceu em Angra do Heroísmo a 4 de Janeiro de 1871, filho de Aureliana Teles Palhinha e de seu marido e primo Gonçalo Rodrigues Palhinha, escrivão da Fazenda Pública em Angra do Heroísmo, depois delegado do Tesouro em Ponta Delgada e inspetor da Fazenda na Guarda, Portalegre, Santarém e Porto, onde viria a falecer na sua casa em Matosinhos. Era neto do advogado António Teles Guterres Palhinha (1813 — 1877), que fora presidente da Câmara Municipal de Angra do Heroísmo (1843 — 1845) e um dos líderes locais do setembrismo.
Iniciou os seus estudos secundários no Liceu Nacional de Angra do Heroísmo, que frequentou até ao penúltimo ano. Depois de uma passagem pelo Liceu Nacional de Ponta Delgada, sem concluir o ensino liceal, em 1886 partiu para Lisboa, onde se matriculou no Instituto Industrial e Comercial daquela cidade.
Simultaneamente, procurou emprego como aspirante auxiliar da Administração Geral dos Correios, sendo colocado na Central Telegráfica de Lisboa, onde permaneceu entre outubro de 1886 e junho de 1887.
No ano letivo de 1887/1888 conclui o curso liceal em exames prestados no Liceu Nacional de Santarém, ingressando de seguida no curso de Ciências Naturais da Faculdade de Filosofia Natural da Universidade de Coimbra. Conclui com distinção o curso em 1892, tendo no ano seguinte feito o acto grande de licenciatura.
Em 1893, logo após a conclusão da licenciatura, concorreu a um lugar de lente da Academia Politécnica do Porto, apresentando como dissertação de concurso uma memória sobre a origem da vida na Terra, matéria pioneira à época, que foi publicada em Coimbra. Após a publicação da dissertação e de ter prestado provas públicas em Química, tendo como arguente o Prof. Ferreira da Silva, não concluiu o concurso por doença.
Fixou-se em Lisboa, dedicando-se ao ensino particular até que em 1895 foi aberto concurso para a docência dos liceus, no qual concorreu aos grupos de Química e Ciências Naturais e de Física e Matemática. Acabou por optar pelo primeiro, sendo colocado como professor de Ciências da Natureza no Liceu Nacional de Santarém, onde permaneceu entre 1895 e 1900. Durante a sua estadia em Santarém foi presidente da respectiva Câmara Municipal (1899-1900).
Também em Santarém, casou com Ester de Carvalho e Silva, filha do terceirense Joaquim Maria da Silva, advogado, professor e reitor do Liceu de Santarém e antigo presidente da Câmara Municipal daquela cidade. O primeiro filho do casal nasceu em 1897, em Santarém.
Apesar de permanecer em Santarém, a 30 de abril de 1896 foi colocado no quadro do Liceu Central de Lisboa, para o qual transitou efetivamente em 1900, passando a partir de maio de 1902 a trabalhar no então criado Liceu Nacional de Lisboa, o segundo liceu da capital. Quando por decreto de 4 de janeiro de 1906 foram criados mais dois liceus em Lisboa, transitou para o quadro do Liceu Central da 1.ª Zona Escolar de Lisboa (o ex-Liceu Nacional de Lisboa), que a partir de 9 de setembro de 1908 passou a ser designado por Liceu de Camões, e do qual foi o primeiro reitor (de 1906 a 1910).  Em finais de 1910 pediu e obteve transferência para o quadro do Liceu de Passos Manuel, também em Lisboa, ao qual se manteve ligado até solicitar a exoneração em 1926, ano em que passou a dedicar-se exclusivamente ao ensino superior.
Paralelamente à sua docência liceal, concorreu a uma vaga de lente substituto da Escola Politécnica de Lisboa, sendo nomeado para a IX Cadeira (Botânica) por Decreto de 24 de dezembro de 1904. Com essa nomeação iniciava a sua carreira no ensino superior, sendo provido definitivamente na cadeira em 29 de agosto de 1908. Entre 1904 e 1911, data da transformação da instituição em Faculdade de Ciências, exerceu as funções de secretário do Conselho da Escola Politécnica e de director da respectiva biblioteca.
Com a criação da Universidade de Lisboa a 22 de março de 1911 por decreto do Governo Provisório da República Portuguesa, e com a integração da Escola Politécnica na nova instituição, passou a professor extraordinário de Botânica da Faculdade de Ciências, na qual a 9 de julho de 1918 foi promovido a professor ordinário daquela cadeira. Com a integração da Escola Politécnica passou a secretário da Faculdade de Ciências, cargo que manteve até 1927. Também exerceu as funções de diretor da biblioteca daquela Faculdade no período de 1929 até 1936.
Também criada em 1911, a Escola Normal Superior de Lisboa iniciou no ano lectivo de 1915/1916 o seu funcionamento como estabelecimento especializado de formação de professores anexo à Faculdade de Ciências de Lisboa. Rui Teles Palhinha passou a ser também professor dos respectivos cursos, onde ensinava Metodologia Especial das Ciências Histórico-Naturais, sendo director daquela Escola entre 1915 e 1927.
A 7 de outubro de 1921, por proposta do Conselho da Faculdade de Ciências, foi nomeado diretor da Secção de Botânica e do Jardim Botânico de Lisboa, cargos que haviam sido deixados vagos pela aposentação do Prof. António Xavier Pereira Coutinho. Manteria estas funções até ser atingido pelo limite de idade, ao perfazer 70 anos a 4 de janeiro de 1941.
Foi ainda professor da Faculdade de Farmácia de Lisboa, cargo de que pediu exoneração em 1926 para poder concluir uma licenciatura naquela Faculdade. Regressou depois ao corpo docente, leccionando ali até 1932.
Manteve-se na Faculdade de Ciências da Universidade de Lisboa até atingir o limite de idade como catedrático de Botânica e diretor do Jardim Botânico. À sua actividade de docência e de administração do Jardim Botânica, juntou múltiplas outras funções, para além de manter relevante trabalho de investigação científica. No campo político, após a experiência na presidência da Câmara Municipal de Santarém, em 1916 foi eleito vereador da Câmara Municipal de Lisboa, exercendo esse cargo no biénio imediato. Fez parte, desde 1932 até atingir o limite de idade, do Conselho Técnico das Alfândegas.
Dedicou-se aos estudos florísticos e explorou boa parte de Portugal em busca de novas espécies ou exemplares botânicos. Dedicou uma particular atenção ao estudo da flora dos Açores, tendo para isso organizado uma visita de exploração em 1937 e tendo enviado ao arquipélago em missões de herborização vários dos seus colaboradores mais próximos. Em companhia do naturalista Luís Gonçalves Sobrinho, visitou todas as ilhas, excepto a ilha do Corvo. Em consequência, muitos dos escritos do Professor Palhinha, resultantes, sobretudo, das excursões botânicas aos Açores realizadas em 1934, 1937 e 1938 sob a sua direcção, incidiram sobre as plantas do arquipélago.
Em 1950 casou em segundas núpcias com Maria Olga Forjaz de Sampaio, filha do escritor Albino Forjaz de Sampaio e irmã da esposa do terceirense Manuel Coelho Baptista de Lima.
No outono de 1957 trabalhava ainda no manuscrito dum catálogo dos espermatófitos açorianos quando foi vítima de um acidente de viação que levou à sua morte, impedindo-o de ultimar uma obra em que se ocupava com entusiasmo e que considerava a pedra-de-fecho dos seus estudos acerca da flora dos Açores. Veio a morrer em Lisboa no dia 13 de novembro desse ano.
A lista das suas publicações científicas inclui 58 títulos, em parte dedicados à história das Ciências Naturais. Postumamente (em 1966), foi publicado o Catálogo das plantas vasculares dos Açores, a obra em que trabalhava quando morreu, com texto revisto e preparado para edição por António Rodrigo Pinto da Silva.
Foi homenageado por diversos botânicos que usaram o seu apelido para epítetos específicos ou varietais. Foi sócio efetivo da Academia das Ciências de Lisboa (eleito a 19 de fevereiro de 1953), da Sociedade Farmacêutica Lusitana, do Instituto de Coimbra, do Instituto Histórico da Ilha Terceira (sócio honorário), da Associação do Magistério Secundário Oficial (sócio-fundador), da Real Academia de Córdova, da Sociedade Broteriana, da Sociedade de Geografia de Lisboa, da Sociedade Portuguesa de Ciências Naturais (de que foi presidente), da Société Botanique de France, da Société Botanique de Genève, da Société Linnéenne de Lyon, e muitas outras associações e academias. O seu nome serve de epónimo ao nome genérico Palhinhaea, um género de pteridófitos da família Lycopodiaceae. Foram-lhe igualmente dedicadas as espécies Colletotrichum telles-palhinhae Dias, um fungo Ascomycota, e Cistus palhinhaii Ingram, uma vistosa Cistaceae algarvia.
A Liga para a Protecção da Natureza (LPN) propôs em 1962 ao Instituto Histórico da Ilha Terceira (IHIT), de que Telles Palhinha fora sócio honorário, que a sua memória «fosse perpetuada na sua terra natal». O IHIT, na sua reunião ordinária de 29 de maio de 1963, aprovou por unanimidade a proposta e deliberou diligenciar «concretizar esse desejo da Liga de Proteção à Natureza com o concurso dos corpos administrativos locais, sugerindo-se que seja para tal efeito erigido um busto ou baixo relevo do Professor Ruy Telles Palhinha no Jardim Público da cidade de Angra do Heroísmo, o que se comunicará aos Exm.ºs Presidentes da Junta Geral e das duas Câmaras Municipais da ilha, assim como à Liga de Proteção à Natureza». A Câmara Municipal de Angra do Heroísmo, ao tempo presidida por Manuel Coelho Baptista de Lima, em reunião realizada a 11 de julho de 1963, deliberou «dar o seu inteiro apoio a tão justa homenagem e, em princípio, colaborar, na medida do possível, na sua concretização». Apesar disso, o assunto caiu no esquecimento e a homenagem apenas se concretizou em 21 de junho de 2019 com a inauguração de uma nova ala naquele jardim.
É lembrado na toponímia da sua cidade natal, onde o Município de Angra do Heroísmo atribuiu o seu nome a uma das ruas do Bairro da Carreirinha, junto às instalações da Escola Básica Integrada de Angra do Heroísmo, e numa rua do concelho de Oeiras  (Porto Salvo). Uma das alas do Jardim Duque da Terceira da cidade de Angra do Heroísmo é designada por «Passeio Rui Teles Palhinha».
Fez parte da Maçonaria, tendo sido iniciado em 1907 pelo Grão Mestre Francisco Gomes da Silva do Grande Oriente Lusitano Unido.

## Obras publicadas
Entre muitas outras, Ruy Telles Palhinha é autor das seguintes publicações:
- 1893 — Estudo Sobre a Origem da Vida no Globo (dissertação de concurso). Coimbra, Imprensa da Universidade, 1893.
- 1901 — Elementos de Chimica. 1.º ano. Aillaud Edt., Lisboa (Livro de texto destinado ao ensino secundário).
- 1904 — Estudo sobre as saxífragas do Herbário do Jardim Botânico de Coimbra. Lisboa, Typographia d’A Editora, pp. [vii], 95, 2 mapas, in 8.º (trabalho apresentado ao Conselho da Escola Politécnica de Lisboa no concurso para o preenchimento da vaga do lente substituto da 9.ª cadeira).
- 1939 — Flora de Portugal (Plantas Vasculares). Disposta em Chaves Dicotómicas, Bertrand (Irmãos), Ltd., Gravadores-Impressores, Lisboa (editores: António Xavier Pereira Coutinho e Ruy Telles Palhinha).
- 1940 — "Flora açoriana". In Livro do primeiro congresso açoriano que se reunio em Lisboa de 8 a 15 de maio de 1938. Lisboa, Casa dos Açores: 130-133.
- 1941 — "Contribuições para o conhecimento da Flora dos Açores. I. Plantas vasculares da ilha Terceira". In-memoriam do Prof. D. António Xavier Pereira Coutinho: 163-226 [em colaboração com A. Gonçalves da Cunha e L. Gonçalves Sobrinho] Açoreana, 4, 1: 1-77.
- 1942 — "Algumas considerações sobre a distribuição geográfica e ecologia de Arceuthobium oxycedri (DC) Marsch. Bieb." Boletim da Soc. Broteriana, 2.ª série, 16: 137-143.
- 1942 — "Algumas considerações sobre a distribuição geográfica e ecologia de Arceuthobium oxycedri (DC) Marsch. Bieb." Açoreana, 3 (1): 1-5.
- 1942 — "Continuidade e independência dos vasos lenhosos em plantas de hortênsia". Boletim da Sociedade Broteriana, (2), 16: 145-148.
- 1942 — "Algumas observações ecológicas sobre o arquipélago açoriano". Boletim de Soc. Port. Ciências Naturais, 13 (sup. II): 197-205 (em coautoria com A. G. da Cunha e Luís Gonçalves Sobrinho).
- 1943 — "Pteridófitos do arquipélago dos Açores". Bol. Soc. Broteriana, série 2, 17:215-249.
- 1941 — Contribuições para o conhecimento da flora dos Açores. Porto, 64 p. (em coautoria com Luís Gonçalves Sobrinho).
- 1944 — "Explorações botânicas nos Açores". Boletim da Sociedade Broteriana, (2), 21: 37-52.
- 1944 — "Plantas vasculares da ilha Graciosa (Açores)". Açoreana, 3, 3: 163-188 [Brotéria, (Ciências Naturais), 13 (40), 4: 159-189].
- 1946 — "Jardins e jardineiros de Ponta Delgada". Boletim da Sociedade de Geografia de Lisboa, (64), 3-4: 131-137.
- 1948 — "Um livro sobre biogeografia macaronésica", Açoreana, 4 (3): 1-199.
- 1949 — "Obra e Vida de Felix de Avelar Brotero". separata de Memórias da Academia das Ciências de Lisboa, Classe de Ciências, Tomo V, Lisboa.
- 1950 — "Subsídios para o conhecimento da Flora Açoreana. Plantas vasculares". Açoreana, 4, 4: 367-376.
- 1953 — "Nomes populares de plantas nos Açores". O Instituto, 115: 74-101.
- 1950 — Nota preliminar sobre a distribuição geográfica da flora dos Açores. Memórias da Academia das Ciências de Lisboa (Classe Ciências), 6: 259-276.
- 1952 — "Plantas exóticas existentes nos Açores". Açoreana, 5, 1: 1-9.
- 1953 — "Nomes populares de plantas nos Açores". O Instituto (Coimbra), 115: 74-101.
- 1956 — "Acerca de uma Lysimachia açorense". Boletim da Sociedade Broteriana, (2), 30: 71-80.
- 1966 — Catálogo das plantas vasculares dos Açores. Sociedade de Estudos Açorianos Afonso Chaves, XI + 187 pp., Lisboa (edição póstuma com texto revisto e preparado para publicação por A. R. Pinto da Silva e financiada pelas Juntas Gerais dos Distritos Autónomos de Angra do Heroísmo e de Ponta Delgada).

### Outras obras
- PEREIRA, A. (1974) - Flora de Portugal. Historiae Naturalis Classicae, Tomus XCVIII, 2.ª Edição dirigida pelo Prof. Doutor Ruy Telles PALHINHA, New York, USA. 327 p.
- FICALHO, Conde de [Francisco Manuel de Melo Breyner, 1837-1903].  Memoria sôbre a Malagueta [Pimenta malagueta] (1877). Memórias sôbre a influência dos descobrimentos dos portugueses no conhecimento das plantas. Segunda edição prefaciada e revista por Ruy Telles Palhinha.  Lisboa, Agência Geral das Colónias, 1945.
- Ficalho, Conde de, Plantas úteis da África Portuguesa. 2ª Edição prefaciada e revista pelo Prof. Dr. Ruy Telles Palhina. Aq. Geral das Colónias. 1947.